# Zandpadvezelkop
De zandpadvezelkop (Inocybe lacera) is een schimmel behorend tot de familie Inocybaceae. Het is een giftige paddenstoelsoort in het geslacht Inocybe. De soort onderscheidt zich door zijn microscopische kenmerken, met name zijn lange, gladde sporen. De paddenstoel wordt meestal gevonden aan de rand van paden door bossen, in heide en kustduinen. Een ander veel voorkomend habitat is op oude, met mos bedekte vuurplaatsen. Vruchtlichamen komen al voor vanaf mei en kunnen tot in december gevonden worden. Ze groeien solitair of in groepen. Het vormt mycorrhiza met een heel scala aan loof- en naaldbomen, vaak al met heel jonge boompjes. 

## Kenmerken

### Uiterlijke kenmerken
Hoed
De hoed heeft een diameter van 10 tot 40 mm. De vorm is gewelfd met vaak een umbo (bultje). De kleur is grijsachtig bruin tot rossig bruin. De structuur is radiair vezelig. Bij jonge exemplaren is de vorm conisch-convex met een lichte stompe bult, bij oudere exemplaren plat. Het oppervlak is droog, glad vezelig bij jonge exemplaren, vezelig bij oudere exemplaren en uiteindelijk vezelig geschubd. Schubben steken vaak (vooral aan de bovenkant van de hoed) uit.
Lamellen
De lamellen zijn bij jonge exemplaren vuilwit. Bij oudere exemplaren is de kleur vleesbruin en ten slotte bruin. De bladen van de lamellen zijn helder. Ze zijn sinusvormig bij de schacht.
Steel
De steel heeft een lengte van 2 tot 3 cm en een dikte van 3 tot 6 mm. Het oppervlak van dezelfde kleur als de hoed, of iets lichter. De grofvezelige steel heeft geen bepoedering.
Vlees
Het vlees is wit.
Geur en smaak
De geur is melig en de smaak is mild. (Maar gezien de giftigheid is het niet verstandig om dat uit te proberen...).

### Microscopische kenmerken
De zandpadvezelkop heeft een bruine sporenafscheiding. De sporen zijn glad of heel zwak hoekig (traanvormig ) met een duidelijke deuk boven het hilum. Af en toe zijn er sporen met onregelmatige holtes. De sporen worden omschreven als sterk langwerpig. De sporenmaat is 10-15 × 4,5-6 µm (M. Noordeloos) of 11-14 × 4,5-5,5 (mycologen.nl). Het Q-getal is 2,0 tot 3,3 (M. Noordeloos) en Q-gem. tussen 2,1 en 2,9 (M. Noordeloos). Cheilocystidia zijn vaak duidelijk aanwezig aan de top van de steel. Deze zijn dunwandig, knotsvormig en soms gesepteerd. De cheilo- en pleurocystidia zien er gelijk uit. Ze zijn dikwandig (dikte van 1-3 µm) met aan de top minder opvallende kristallen. De afmeting is van de cystidia zijn 50-70 × 10-20 µm.
In Nederland komen de volgende variëteiten voor:
- Inocybe lacera var. lacera - vrij algemeen - sporen (11,0-14,2 × 4,5-5,6 µm, Q = 2,1 tot 2,9, pantoffeldier-vormig)
- Inocybe lacera var. helobia - algemeen - bredere sporen (11,4-13,8 × 5,8-6,6 µm, Q = 1,9 tot 2,3) en meer dikwandige pleurocystiden
- Inocybe lacera var. regularis - zeldzaam - met vrijwel regelmatige en bredere sporen (11,5 (12) × 6,5 (7) µm, bijna rechthoekig)
- Inocybe lacera var. rhacodes - zeer zeldzaam - met donkere lamelsnede (opstaande, verbonden, bruin-geïncrusteerde elementen, eindelement lijkt op cheilocystide)

## Verspreiding
Het komt voornamelijk voor op het noordelijk halfrond, de meeste plaatsen komen uit Noord-Amerika en Europa, maar ook in Azië en Zuidoost-Australië. In sommige gebieden van Montana groeit hij in de lente, onder Populus tremuloides. In Nederland komt hij zeer algemeen voor. Hij komt in de grijze duinen algemeen voor bij kruipwilg. Hij staat niet op de rode lijst en is niet bedreigd.

## Foto's

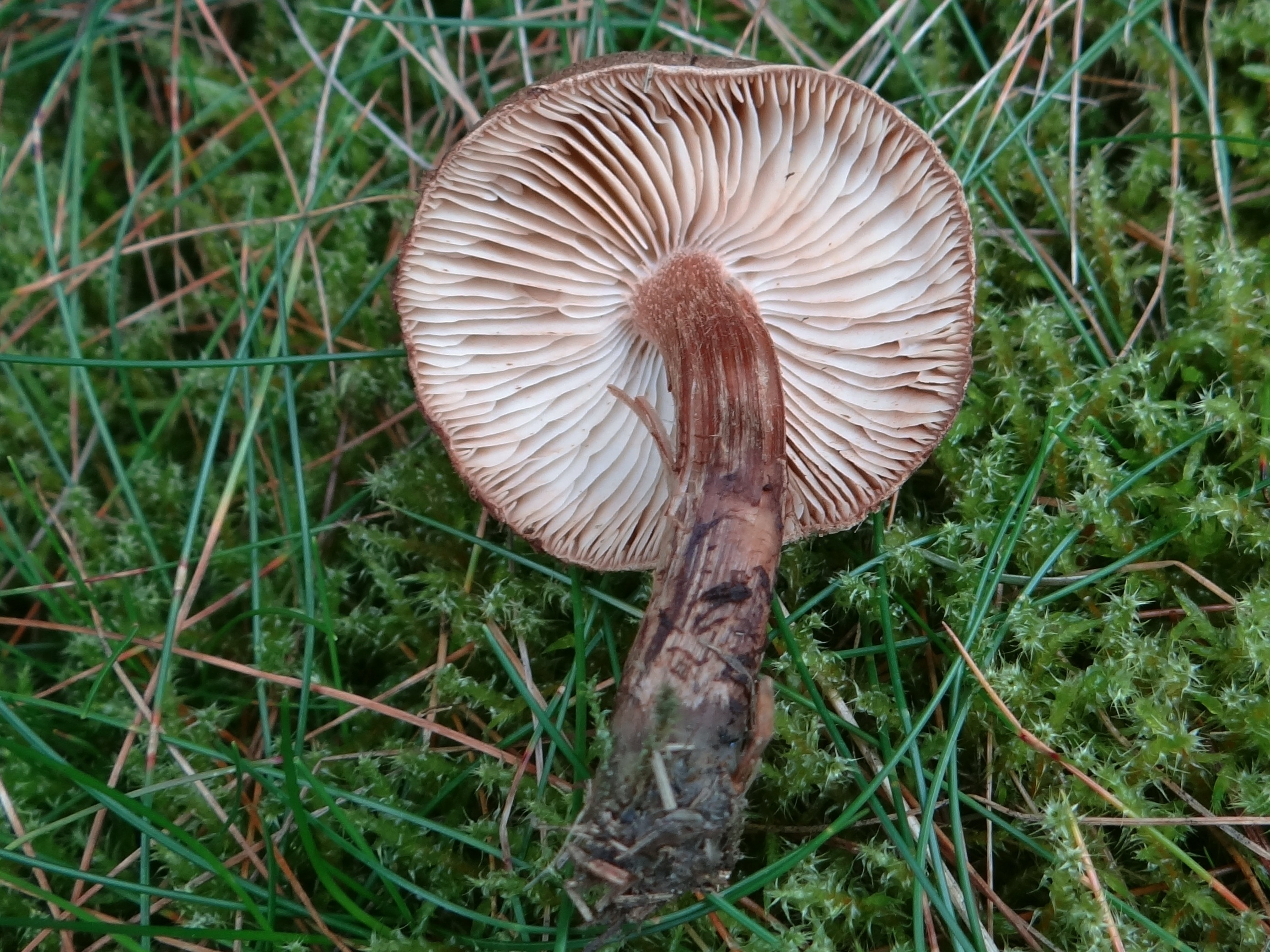
Lamellen
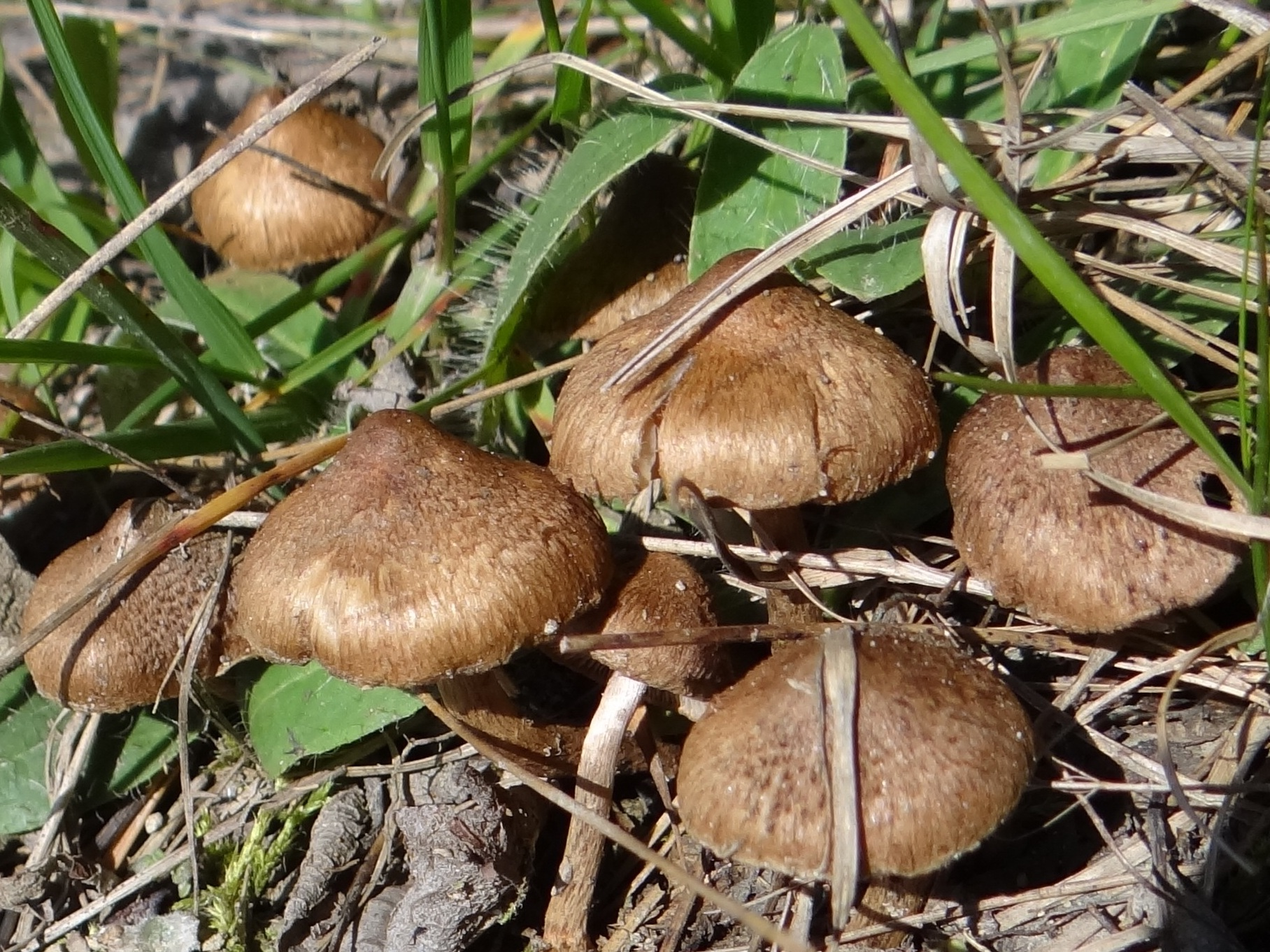
Hoeden
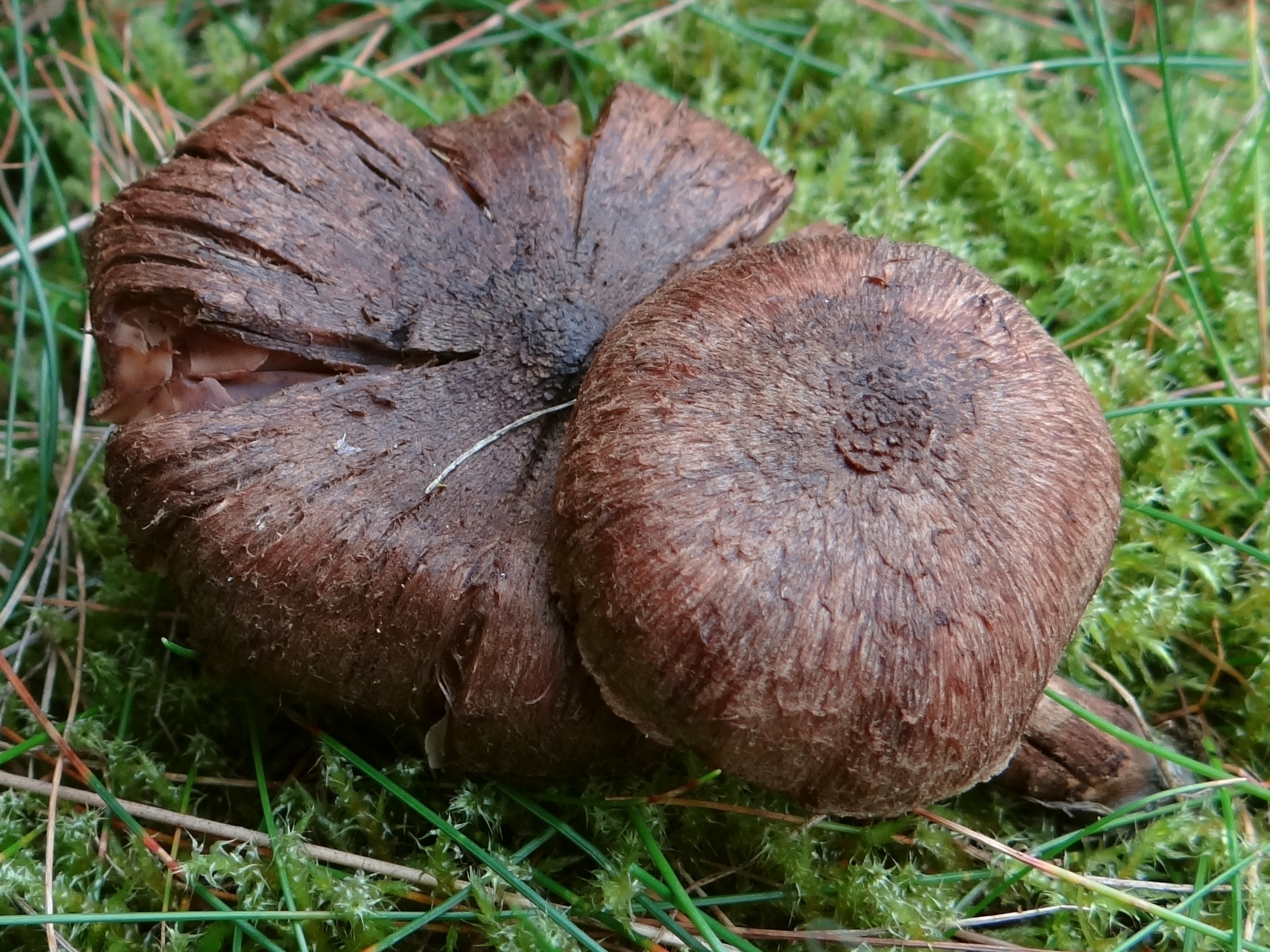
Vezelige structuur
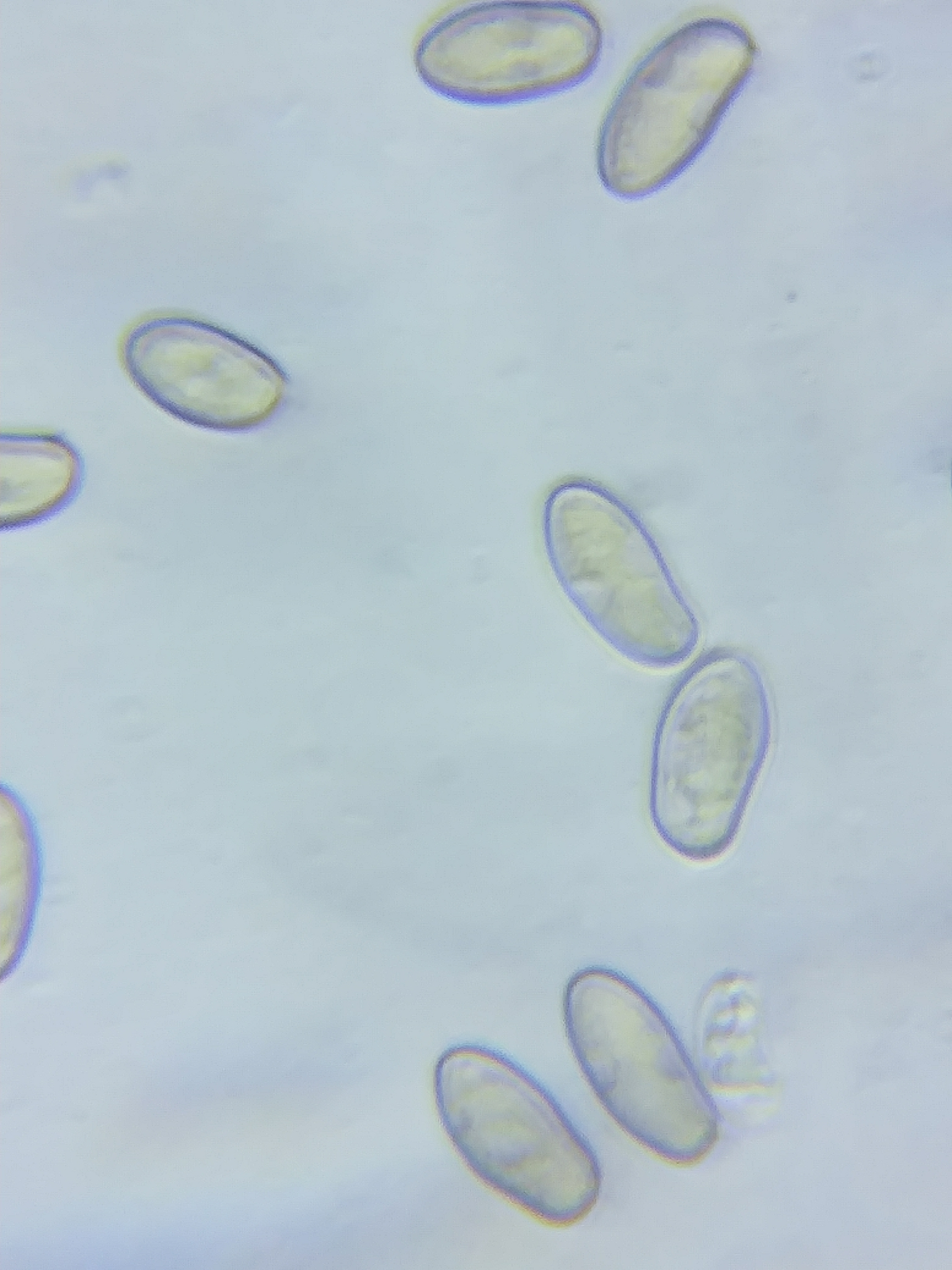
Sporen